# Muriel Tramis
Muriel Tramis, née le 16 septembre 1958, ingénieure en informatique, est une conceptrice française de jeu vidéo originaire de la Martinique. Elle est l'une des rares créatrices françaises du secteur. Elle a écrit et dirigé les jeux d’aventure Méwilo, Freedom, Geisha, Fascination, Lost in Time et Urban Runner au sein du studio Coktel Vision. Elle a aussi coécrit avec Pierre Gilhodes la série des Gobliiins. Elle collabore à la création de la gamme ADI (Accompagnement didacticiel intelligent), destinée aux écoliers et aux collégiens. En 2003, elle crée la société Avantilles, qui développe des applications en 3D temps réel pour le web. Depuis 2017, elle prépare son retour sur la scène du jeu vidéo sous le nom de Sensastic Features.

## Biographie

### Premiers pas dans la Caraïbe
Née en Martinique, Muriel Tramis commence sa vie et sa scolarité à Fort-de-France, d’abord au couvent Saint-Joseph de Cluny puis au Séminaire Collège. Dès le secondaire, elle est attirée par les sciences et les techniques. C’est donc tout naturellement qu’elle s’oriente vers un bac C.
Elle part à Paris pour suivre une formation d’ingénieur généraliste et polyvalent à l’ISEP (Institut supérieur d'électronique de Paris), et se spécialise en dernière année en automatisme et informatique. Son projet de fin d’études au CNET de Bagneux concerne le pilotage automatique d’un moteur pas à pas pour une expérience de physique.

### Début de carrière dans l'armement
Elle travaille d’abord cinq ans à l’Aérospatiale, où elle est chargée d’optimiser les procédures de maintenance de drones (engins télécommandés sans pilote) utilisés pour des essais de tirs de missiles. Elle y effectue le suivi du développement des différents logiciels de maintenance et assure leur validation en usine. Elle implante le système sur le site d’essais en vol et forme le personnel militaire, novice en informatique, à l’usage du matériel pour le test go-no-go des engins avant tir.
Pour éviter de s’enfermer dans la technique pure et le domaine de l’armement, elle quitte l’Aérospatiale pour suivre une formation en marketing et communication. Elle souhaite en effet prendre la mesure des aspects stratégiques de l’entreprise. Déjà attirée par les simulateurs, elle s’intéresse à la communication par l’image, notamment dans le film publicitaire.

### Des simulateurs aux jeux vidéo
Alors qu'elle pratique assidûment les premiers jeux d’aventure sur ordinateur, à texte pour la plupart, Muriel Tramis rencontre le jeune studio Coktel Vision, qui commence à éditer des jeux vidéo. Cette société lui commande une étude de marché sur les freins et les motivations des agences de publicité à l'utilisation des palettes graphiques pour leurs créations, ce qui lui permet de découvrir les premiers outils infographiques. Pendant un an, elle est consultante en équipement infographique pour les PME.
Très vite, Muriel Tramis a envie de créer des histoires et des images à l’aide de l’outil informatique. En 1987, elle conçoit et programme Méwilo, son premier jeu d’aventure, en collaboration avec l’écrivain martiniquais Patrick Chamoiseau (futur prix Goncourt) et le graphiste Philippe Truca. L’intrigue est située à Saint-Pierre (Martinique), le 7 mai 1902, veille de l’éruption de la montagne Pelée. Le joueur doit s’identifier à un parapsychologue de renom venu enquêter sur une affaire de zombi qui hante une habitation békée.
Forte de ce succès, elle prend le statut d’auteur de logiciels et elle crée un deuxième jeu, qui tient du wargame et du jeu de rôle : Freedom ou les Guerriers de l’ombre. Le scénario, toujours coécrit avec Patrick Chamoiseau, met en scène un esclave qui dispose d’une nuit pour s’échapper d’une plantation du XVIIIe siècle. Phases tactiques d’affrontement, à mains nues ou au coutelas, mais aussi facteurs humains, discrétion, persuasion et jeu d’alliances sont les différents ingrédients de ce jeu de stratégie.
Elle se voit ensuite confier par Coktel Vision le pilotage de divers projets, c’est-à-dire l’animation et la coordination des équipes de développement internes (programmeurs et graphistes). Elle assure aussi le suivi des traductions, l’élaboration des manuels, les opérations de promotion, l’organisation de salons à l’étranger, les contacts avec les distributeurs et les journalistes, à une période où ces métiers du multimédia n’existaient pas encore.
Après cela, elle développe d’autres titres ludiques, comme Geisha, Fascination, Lost in Time et, avec Pierre Gilhodes, les trois épisodes de la série Gobliiins, qui sont favorablement accueillis par la presse spécialisée et les passionnés de jeux d’aventure. Dès lors, elle travaille les scénarios en profondeur, apprend à donner du corps aux intrigues et aux personnages, de la puissance aux dialogues. Tout en suivant l’évolution des outils infographiques, elle supervise le traitement de l’image, les effets spéciaux, les animations en 2D et en 3D et les techniques d’incrustation d’images réelles dans des décors dessinés. Elle met en place des méthodes de production proches de celles des films d’animation destinés au grand écran, mais plus souples pour tenir compte des avancées de la technologie multimédia, qui est en pleine évolution à cette époque.
C’est avec Urban Runner (1995-1996), premier logiciel entièrement en images réelles, qu’elle effectue le travail le plus performant sur l’image interactive. À cette occasion, elle pénètre l’univers du cinéma en collaborant avec l’équipe de tournage du film, dont elle supervise le montage numérique et la création des effets spéciaux.

### Créations ludo-éducatives
Persuadée qu’il existe un marché pour le jeu vidéo éducatif, en 1989 elle conçoit entièrement une gamme éducative pour les élèves de collège, la Bosse des Maths. C'est un succès, tant auprès des enfants que des parents . Le studio Coktel Vision en conclut qu’il y a un marché pour un concept pédagogique innovant. C’est ainsi que naît le concept ADI (Accompagnement Didacticiel Intelligent). Dès 1990, elle participe à son élaboration, avec le PDG Roland Oskian et la directrice d’édition, Manuelle Mauger, ainsi qu’un ergonome et un pédagogue. Puis elle conduit le développement des premiers titres portant sur le Français et les Maths du CE1 à la 3e (1992). C’est-à-dire qu’elle forme les auteurs-enseignants à l’interactivité et à l’ergonomie, tout en assurant le management des équipes techniques.
Cette nouvelle gamme éducative devient vite leader sur le marché européen. Plus tard suivront les gammes Adibou (4-7 ans) et Adiboud'chou (18 mois-3 ans), qui adaptent le même concept à un public plus jeune.
Entre-temps, le studio Coktel Vision, à la suite de fusions et rachats successifs de divers studios américains et français, est devenu la propriété de Havas. En 1996, Muriel Tramis reprend la gamme ADI, qui en est à sa quatrième génération, pour aborder une nouvelle matière : les sciences de la vie et de la Terre (biologie, physique, chimie, géologie), pour les élèves de collège. ADI Sciences, qui exploite de superbes décors entièrement en 3D et des simulations scientifiques très poussées, sera nommé au prix Moëbius 1998. En mars de cette même année, Jean-Marie Messier effectue la fusion de la Compagnie générale des eaux avec Havas et rebaptise l'ensemble « Vivendi ».
En 1999, Muriel Tramis met sur pied la cinquième génération de la gamme ADI, qui compte alors 24 références (français, maths, anglais du CE1 à la 3e) en renouvelant, sur le plan conceptuel, la démarche pédagogique et l’aspect scénaristique.
En 2000, elle assiste à la création de Vivendi Universal, résultat de la fusion de Vivendi, Canal+ et Seagram (studios Universal et Universal Music).

### Travail sur la réalité virtuelle
Elle quitte Vivendi Universal en février 2003 pour créer sa propre entreprise, toujours dans les technologies de l'information et de la communication, en mai de l'année 2003.
Désormais au sein d’Avantilles, Muriel Tramis crée des produits de réalité virtuelle, interactifs ou non, dans des domaines variés ; en particulier, des maquettes numériques et des films d’animation didactiques pour l’urbanisme et l’architecture : reconstitutions historiques, construction ou rénovation de bâtiments et monuments, centres commerciaux, collèges, musées, aménagements paysagers, ouvrages d’art, équipements sportifs, moyens de transport, etc.
Elle travaille notamment sur la reconstitution en 3D du patrimoine archéologique de Saint-Pierre, Ville d'art et d'histoire, telle qu'elle était au début du XXe siècle avant sa destruction par le volcan.
En outre, Avantilles prépare une série de « serious games » : logiciels de comportement civique (sécurité routière, protection de l’environnement), logiciels d'éducation à la lecture et au calcul pour lutter contre l’illettrisme, simulations de phénomènes naturels (volcans, cycle de l’eau, croissance des plantes, etc.) pour rendre les sciences accessibles au plus grand nombre.

### Romans et nouvelles
En 2011, Muriel Tramis publie Au cœur du giraumon, une autofiction qui raconte l’amitié vivante entre une békée, une mulâtresse et une négresse qui n’avaient pas vocation à se rencontrer dans la société martiniquaise très cloisonnée des années 1973-1974. Les trois adolescentes se fréquentent cependant au couvent Saint-Joseph de Cluny, où elles sont en classe de seconde, et racontent « leurs rapports avec un monde qui, à la fois, résiste à leurs désirs et les fait pourtant grandir, même si toutes les trois paient au prix fort leur droit à l’indépendance ».
En 2013, c’est au tour de Contes créoles et cruels, treize contes philosophiques épiques des tropiques, qui mettent en scène des créatures surnaturelles issues de croyances populaires antillaises : cheval-trois-pattes, quiablesse, dorlis, soukounyan, etc.

## Principaux jeux vidéo
- 1987 : Méwilo ;
- 1988 : Freedom ;
- 1989 : Emmanuelle ;
- 1990 : Geisha ;
- 1991 : Fascination ;
- 1993 : Lost in Time ;
- 1996 : Urban Runner.

En co-écriture avec Pierre Gilhodes :
- 1991 : Gobliiins ;
- 1992 : Gobliins 2 ;
- 1993 : Goblins 3 ;
- 1994 : Woodruff et le Schnibble d'Azimuth.

## Distinctions
Muriel Tramis est élevée au rang de Chevalier de la Légion d’honneur lors de la promotion du 14 juillet 2018. La distinction lui est remise à l'ouverture de la Paris Games Week par Mounir Mahjoubi, alors secrétaire d'État français au Numérique, le 25 octobre 2018. Elle est la première femme et troisième personnalité issue du monde du jeu vidéo en France (les deux premières étant Yves Guillemot puis David Cage) à recevoir cette distinction.
Muriel Tramis est distinguée parmi les « 100 Femmes de Culture » de l’année 2021, le 14 octobre 2021, au Palais de Tokyo à Paris. Elle reçoit un Prix d’honneur lors des Pégases 2024.